# Ilustração

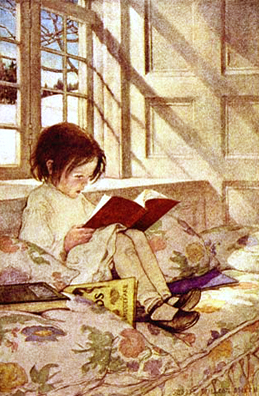
Ilustração de Jessie Willcox Smith

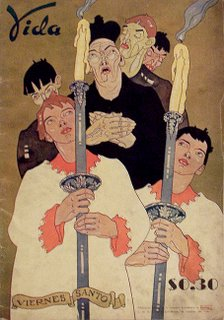
Ilustração de Santiago Martinez Delgado

Ilustração é uma imagem utilizada  para acompanhar, explicar, interpretar, acrescentar informação, sintetizar ou até simplesmente decorar um texto. A ilustração também serve para comunicarmos uma mensagem ou sentimento sem usar palavras. Embora o termo seja usado frequentemente para se referir a desenhos, pinturas ou colagens, uma fotografia também é uma ilustração.
São comuns em jornais, revistas e livros, especialmente na literatura infanto-juvenil (assumindo, muitas vezes, um papel mais importante que o texto), sendo também utilizadas na publicidade e na propaganda. Existem também ilustrações independentes de texto, onde a própria ilustração é a informação principal. Um exemplo seria um livro sem texto, não incomum em quadrinhos ou livros infantis.
Em princípio, o que distingue a ilustração das histórias em quadrinhos é não descrever, necessariamente, uma narrativa sequencial, mas sintetizar ou caracterizar conceitos, situações, ações ou, até mesmo determinadas pessoas, como é o caso da caricatura.

## História
A partir do século XV, os livros passaram a ser ilustrados em xilogravura. Nos dois séculos seguintes, os principais métodos utilizados para a reprodução de ilustrações foram a gravura e a água-forte. No final do século XVII, a litografia permitiu que as ilustrações fossem reproduzidas de forma ainda melhor. O ilustrador mais notável desta época foi William Blake, que desenvolveu um método de relevo em água-forte.

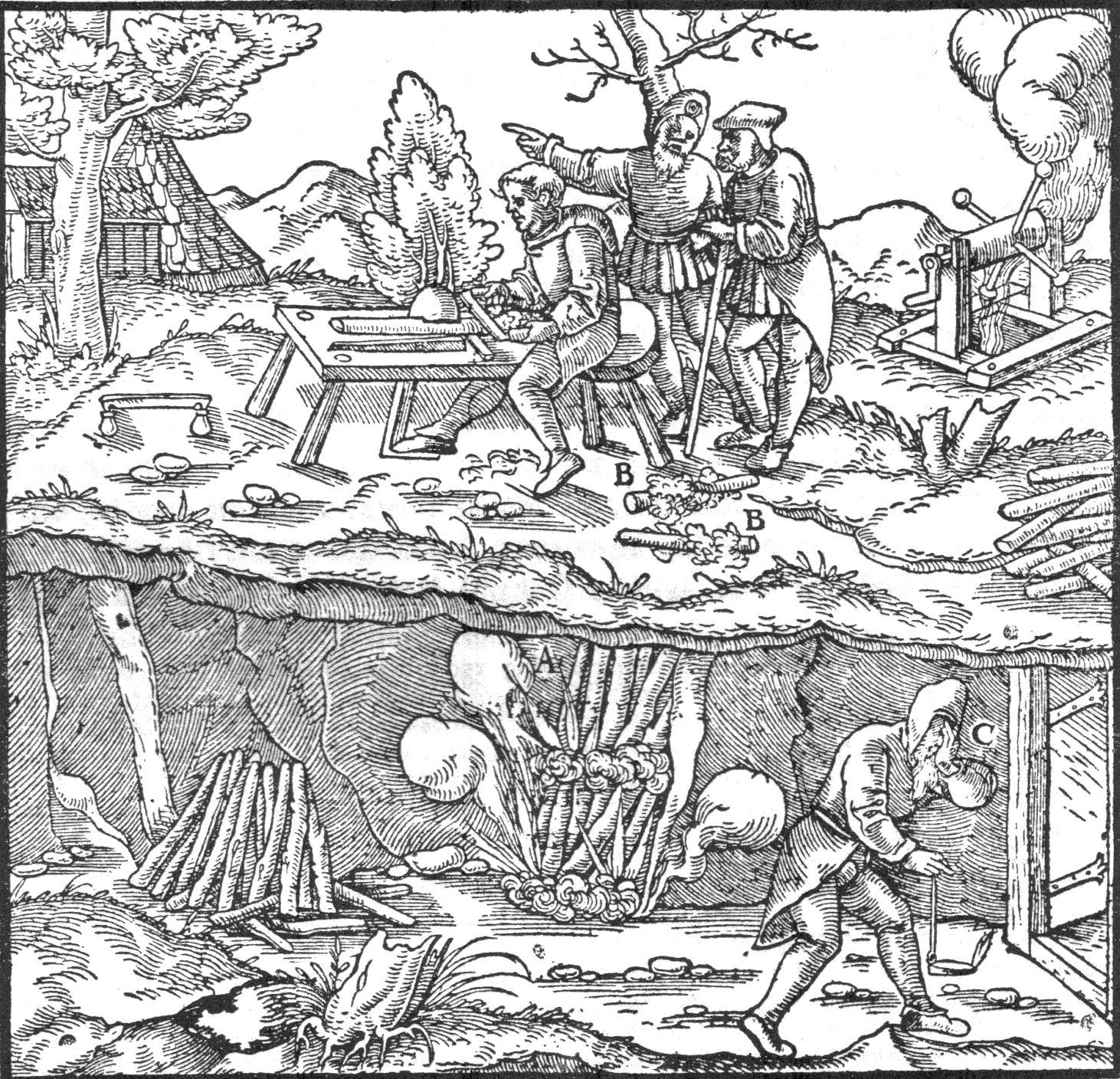
Uma gravura de Georgius Agricola ou Georg Bauer (1494–1555), ilustrando a prática mineira de deitar fogo

Historicamente, a arte da ilustração está intimamente ligada aos processos industriais de impressão e publicação.

### Século XIX
Entre as figuras notáveis do gênero no princípio do século XIX estão John Leech, George Cruikshank, Hablot Knight Browne e Honoré Daumier. Os mesmos ilustradores contribuíram para revistas satíricas e de ficção, mas em ambos os casos a demanda era para o registro de personagens que encapsulavam ou caricaturizavam tipos e classes sociais.
A revista de humor britânica Punch, fundada em 1841 na esteira do sucesso do Almanaque Cômico de Cruikshank, empregou uma linha ininterrupta de artistas de alta qualidade – incluindo Sir John Tenniel, os Irmãos Dalziel, e Georges du Maurier – que, apesar de formados convencionalmente em belas artes, alcançaram fama primeiramente como ilustradores. Em seu auge, a revista registrou a mudança gradual da ilustração popular e dependente da caricatura para as sofisticadas observações de tópicos específicos.

## Tipos de ilustração
Digolo e Mazrui subcategorizam a ilustração a partir das técnicas utilizadas, tais como desenho, pintura, impressão ou colagem. Essas técnicas afetam a arte em diversas formas, sendo escolhidas pelos diferentes impactos que reproduzem. A escolha pode ser baseada no objetivo ilustração, nas limitações do artista, no custo ou em outros fatores.
A ilustração tradicional é focada em métodos de criação que permitam sua redistribuição, e pode ser classificada em diferentes tipos:
- Gravura
- Água-forte
- Linoleogravura
- Litografia
- Ilustração à caneta e tinta
- Sumi-ê
- Xilogravura
- Ilustração digital

## Personalidades portuguesas
- Rafael Bordalo Pinheiro
- Américo da Silva Amarelhe
- Jorge Barradas
- Cândido Costa Pinto
- Maria Keil
- Filipe Abranches
- Enio Squeff

### Em português
- Ilustrações que encantam
- ABIPRO - Associação Brasileira dos Ilustradores Profissionais
- SIB - Sociedade dos Ilustradores do Brasil
- AEILIJ - Associação dos Escritores e Ilustradores de Literatura Infantil e Juvenil
- ANIT-Ilustrações digitais para artistas digitais

### Outros idiomas
- Artist's Rights Society (em inglês)
- Graphic Artists Guild (em inglês)
- ADAGP - Societé des Auteurs dans les Arts Graphiques et Plastiques (em francês)
- Illustrator World (em inglês)
- The Association of Illustrators (em inglês)
- American Institute of Graphic Arts (em inglês)
- Society of Illustrators (em inglês)